# Societat Pliniana
La Societat Pliniana, Plinian Society, va ser un club de la Universitat d'Edinburgh per als estudiants interessats en la història natural. Es va fundar el 1823. Diversos dels seus membres van tenir carreres importants, especialment Charles Darwin que va anunciar els seus primers descobriments científics en aquesta societat.

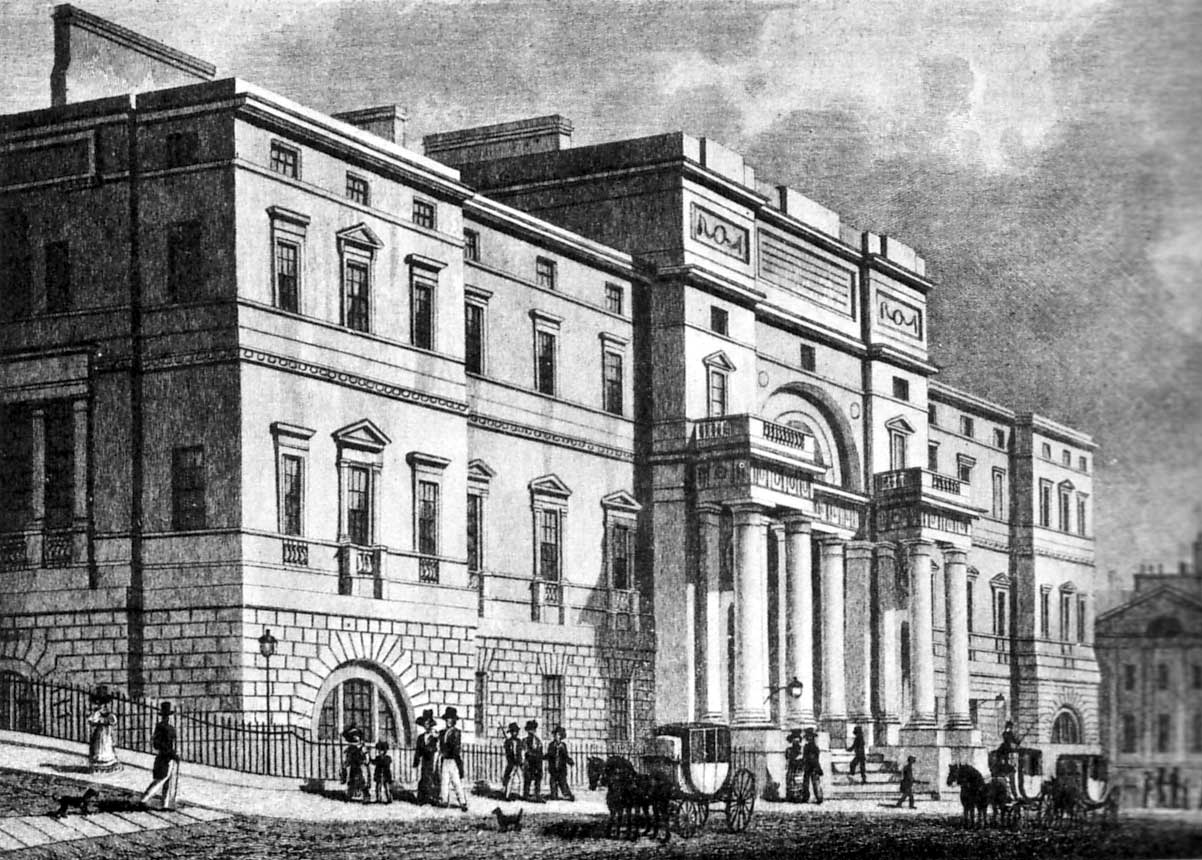
La Universitat d'Edinburgh el 1827

Els membres fundadors incloïen James Hardie i J. Grant Malcomson que més tard van ser geòlegs a l'Índia, i John Coldstream. El Regius Professor d'història natural, Robert Jameson, havia prèviament fundat el Wernerian Natural History Society per als graduats i els professors. Els estudiants li van donar el títol honorari de Senior Honorary Member, però mai assistí a la Societat Pliniana i no en va ser un dels fundadors.
Segons la descripció feta per Darwin, a la Societat Pliniana els estudiants es reunien i es feien excursions al voltant d'Edimburg. Cobrien un alt rang de temes, incloent la circulació dels corrents oceànics, la identificació de plantes, l'anatomia dels animals marins i la taxonomia.